# Raków (województwo opolskie)
Raków (cz. Rakov, niem. Rackau) – wieś w Polsce położona w województwie opolskim, w powiecie głubczyckim, w gminie Baborów, na lewym, północnym brzegu Psiny.

## Historia
Historycznie miejscowość leży na tzw. polskich Morawach, czyli na obszarze dawnej diecezji ołomunieckiej. Po raz pierwszy wzmiankowane zostały w 1223 roku jako Rachow, kiedy to kiedy należało do czeskiego Margrabstwa Moraw, później do wydzielonego z niego w 1269 księstwa opawskiego, które to co najmniej od końca XV wieku było już uważane za część Górnego Śląska.
Po wojnach śląskich znalazła się w granicach Prus i powiatu głubczyckiego. Pomimo przynależności do morawskojęzycznej (archi)diecezji ołomunieckiej mieszkańcy posługiwali się polsko-śląskim dialektem sułkowskim, w przeciwieństwie do pobliskiego laskojęzycznego Baborowa, np. w 1910 stanowili oni 80% mieszkańców. Pomimo tego identyfikowali się oni jako Morawcy. W granicach Polski od końca II wojny światowej. Po drugiej wojnie światowej Morawców uznano za ludność polską i pozwolono im pozostać. Po 1956 nastąpiła fala emigracji do Niemiec.
W latach 1975–1998 miejscowość administracyjnie należała do ówczesnego województwa opolskiego.